# Coursan-en-Othe
Coursan-en-Othe är en kommun i departementet Aube i regionen Grand Est (tidigare regionen Champagne-Ardenne) i nordöstra Frankrike. Kommunen ligger  i kantonen Ervy-le-Châtel som ligger i arrondissementet Troyes. År 2022 hade Coursan-en-Othe 103 invånare.

## Befolkningsutveckling
Antalet invånare i kommunen Coursan-en-Othe
Referens: INSEE